# Grace VanderWaal
 Der er for få eller ingen kildehenvisninger i denne artikel, hvilket er et problem. Du kan hjælpe ved at angive troværdige kilder til de påstande, som fremføres i artiklen.

Grace Avery VanderWaal (født 15. januar 2004) er en amerikansk sanger og sangskriver. Hun opnåede stor opmærksomhed i en ung alder og er kendt for hendes særprægede vokal imens hun ofte spiller på ukulele.
Grace vandt America’s Got Talent med sang og spil på sin ukulele. 
Hun har efterfølgende udskrevet flere sange. 
VanderWaal begyndte sin musikalske karriere ved at uploade videoer af hendes originale sange og covernumre på YouTube og optræde ved åben mikrofon-nætter nær hendes hjemby Suffern, New York. I september 2016, i en alder af 12, vandt hun den 11. sæson af NBC-showet America's Got Talent, hvor hun sang sine originale sange. I december 2016 udgav hun sin første EP, Perfectly Imperfect med Columbia Records som pladeselskab. Hun har optrådt på Planet Hollywood Resort & Casino i Las Vegas, Madison Square Garden, ved åbningen og lukningen af De Paralympiske Vinter-Lege 2017 i Østrig, forskellige fordelskoncerter, Austin City Limits Music Festival og på flere talkshows i TV. Hun vandt i 2017 Radio Disney Music Award for Best New Artist og en Teen Choice Award, er to gange blevet navngivet til Billboard-magasinets 21 Under 21-liste over hurtigt-voksende unge musikstjerner og modtog i 2017 Billboard Womens Music Rising Star Award.
I november 2017 udgav VanderWaal et helt album, Just the Beginning, og så udførte hun sin første koncerttur. Hun turnerer med Imagine Dragons i midten af 2018.